# Historia postal de Etiopía

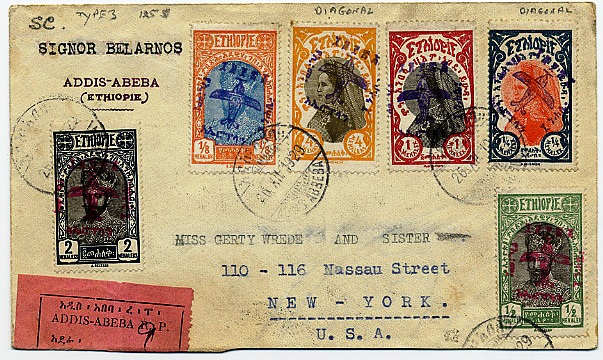
Sobre de primer día de Etiopía.

En la historia del correo y sellos postales de Etiopía se distinguen varios períodos. 

## La organización del correo y las primeras estampillas
En el período desde 1893 hasta 1908 en el territorio de la Etiopía moderna se efectuó la organización del servicio postal y emisión de los primeros sellos postales.
En 1893 emperador Menelik II dirigió a sus dos consejeros franceses Leon Chefneux y Alfred Ilg para que organizaran el servicio postal en el territorio del imperio de Abisinia, después de garantizarle concesiones especiales.
En 1894 Chefneux e Ilg encargaron la producción de la primera serie de siete estampillas etíopes al Atelier de Fabrication des Timbre-Postes-en Paris. Los sellos fueron grabados de acuerdo a una figura de J. Lagrange por el bien conocido grabador francés E. Mouchon. El diseño de estampillas se basaba en la moneda de Menelik con valor facial de un dólar etíope, impresa por la casa parisina. En las estampillas de los cuatro valores inferiores estaba la imagen de la coronación de Menelik II, en las restantes tres estampillas de valores superiores había una imagen de un león heráldico en el brazo de Judas. El nombre del país está marcado en la parte superior de la estampilla en idioma amhárico, los valores de las estampillas (¼, ½, 1,2, 4, 8 y 16 gershey) se indicaron bajo. Se imprimieron por el método tipográfico sobre un papel sin filigrana en pliegos de 300 ejemplares, cortados en 150 piezas (10 × 15).
Se imprimieron 2 816 860 estampillas. De ellos, Chefneux dejó en enero de 1895 en Etiopía 135 mil series (945 000 estampillas), el resto se vendió a coleccionistas en Francia por comerciante parisino en filatelia A. Maury. Después, fue posible adquirirlas en la exposición Internacional de París, en 1900. 
En el territorio de Etiopía las estampillas de la primera emisión aparecieron en circulación en Harar el 29 de enero de 1895, en Entoto (futuro Adís Abeba) - en mayo de 1895.

## Correo francés en Etiopía
En 1906-1908 las ciudades de Harar, Dire Dawa (de las cuales 1906 dejadas en los ferrocarriles de Yibuti) y Adís Abeba funcionaban oficinas del correo francés. En la primera emisión, lanzada en 1906-1908, tenían la inscripción en francés. “Levant” ("Levante"), pero los valores faciales no estaban en moneda turca, sino francesa. Para el prepago del correo enviado se empleó estampillas Oboka de la Somalia francesa. El correo saliente se enviaba por Somalia francesa o Británica Somalilandia a Adén, en las cartas de ese período se encontraron franqueos mixtos con estampillas de Etiopía , Somalia británica o francesa e India, enviado a Adén. En 1908 las oficinas postales francesas en el territorio de Etiopía se cerraron al ingreso de este país a la UPU.

## Correo de Etiopía en 1908-1919
Después de 1909 en las estampillas etíopes aparecían las inscripciones, también en francés: “Postes ethiopiennes” (correo etíope), “Ethiopie” (“Etiopía”), “Avión”.

## Ocupación italiana
En 1936 Etiopía fue ocupada por Italia. El 22 de mayo de 1936 en la circulación Italiana la inscripción “Ethiopia”. Las inscripciones en italiano son características de los sellos postales de este periodo: “Etiopia” , “Poste coloniali italiane” (“Correos coloniales Italianos”), en Idioma amhárico y Somalí (script Arabé).
En el periodo de 1938 a 1941 en la circulación en territorio de Etiopía ocupada se encontraran sellos postales de África Oriental Italiana.

## Actual

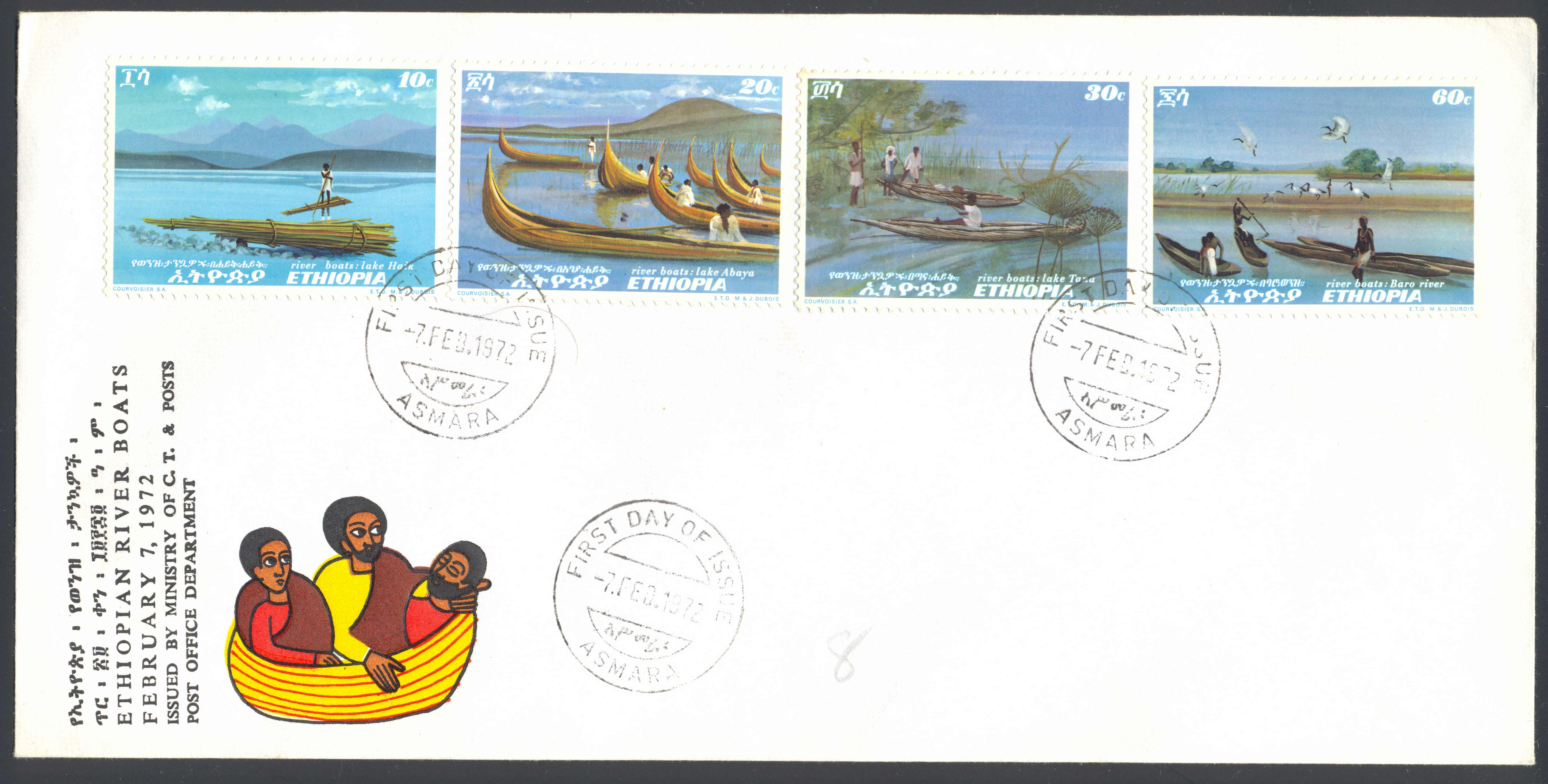